# Lahinja
Lahinja je rijeka u Sloveniji, lijeva pritoka rijeke Kupe.
Lahinja je 33,4 km duga rijeka u Beloj krajini. Izvor je sastavljen od nekoliko krških vrela na kraju neizrazite zatvorene doline između sela Knežina, Belčji Vrh i Mali Nerajec. Obzirom na mali pad, rijeka ima u gornjem toku posve krivudavo korito. Sve veće pritoke dobiva s lijeve strane i sve nastaju iz krških izvora.

## Ekologija rijeke lahinja
Prije tridesetak godina (do izgradnje vodovoda) su u selima na rijeci mještani dobivali pitku vodu direktno iz Lahinje. Još u sedamdesetim godinama dvadesetog stoljeća, gradio se vodovod na primjer, u selu Gradac.
Iako se čistoća rijeke nakon gradnje uređaja pročišćavanja otpadnih voda u gradu Črnomelj, vidno poboljšala, neki građani još uvijek koriste rijeku kao divlji deponij otpada.

## Galerija
- Lahinja ispod grada Gradac
- Skala ob Lahinji južno od sela Klošter
- Onečišćenje rijeke Lahinja

## Vanjske poveznice
|  | Zajednički poslužitelj ima još gradiva o temi Lahinja |